# Огнеглазки
Огнеглазки (лат. Pyriglena) — род птиц из семейства типичных муравьеловковых (Thamnophilidae). В состав рода включают пять видов, все встречаются в Южной Америке.
Род Pyriglena был представлен немецким орнитологом Жаном Кабанисом в 1847 году. Типовым видом рода впоследствии была обозначена белоплечая огнеглазка.

## Этимология
Название происходит от др.-греч. πυρ - «огонь» и  др.-греч. γληνη - «глаз».

## Биологическое описание

### Внешний вид
Длина тела 16-18 см, масса 25-36 г. Имеют характерные красные глаза, которые дают им свое имя. У них выражен половой диморфизм, у самок цвет тела от коричневого до охристого с черными хвостами, а у самцов черное с небольшими белыми пятнами на спине или крыльях. Огнеглазки поедают различных насекомых и регулярно следуют за кочевыми муравьями, чтобы поймать вспугнутую ими добычу.

### Распространение
Два вида огнеглазок широко распространены и им не угрожает опасность, но один вид пятнистоспинная огнеглазка, находится под угрозой исчезновения.

## Таксономия и систематика
В состав рода включают пять видов:
- Pyriglena atra (Swainson, 1825) — Пятнистоспинная огнеглазка;
- Pyriglena leuconota (Spix, 1824) — Белоспинная огнеглазка;
  - Pyriglena leuconota interposita Pinto, 1947
  - Pyriglena leuconota leuconota (von Spix, 1824)
  - Pyriglena leuconota pernambucensis Zimmer, J.T, 1931
- Pyriglena maura (Ménétries, 1835)
  - Pyriglena maura castanoptera Chubb, C, 1916
  - Pyriglena maura hellmayri Stolzmann & Domaniewski, 1918
  - Pyriglena maura marcapatensis Stolzmann & Domaniewski, 1918
  - Pyriglena maura pacifica Chapman, 1923
  - Pyriglena maura picea Cabanis, 1847
  - Pyriglena maura maura (Ménétries, 1835)
- Pyriglena leucoptera (Vieillot, 1818) — Белоплечая огнеглазка
- Pyriglena similis Zimmer, 1931

Три вида огнеглазок ранее рассматривались как один вид. Исследование, опубликованное в 2017 году, рекомендовало, чтобы белоспинная огнеглазка была разделена на три отдельных вида.